# Friedrich Schiller
Johann Christoph Friedrich Schiller, 1802-től von Schiller (Marbach am Neckar, 1759. november 10. – Weimar, 1805. május 9.) német költő, drámaíró, filozófus és történész. Őt tartják a legjelentősebb német drámaírónak, továbbá Goethe, Wieland és Herder mellett a weimari klasszikusok legfontosabb képviselőjének. Több színdarabja a mai napig a német nyelvű színházak állandó repertoárjában szerepel, balladái pedig a legkedveltebb német versek közé tartoznak. Az Örömóda költeménye Beethoven megzenésítésében a humanizmus világhimnusza lett.
Magyarországon főként utolsó befejezett drámája, a Tell Vilmos által ismert: a német elnyomás ellen lázadó svájci nemzeti hős mellett társai és ellenségei láthatók a hagyományos magyar kártya lapjain. A történetet monumentális filmeposzokban és operában is feldolgozták.

## Élete

### Család és iskola
Apja, Johann Caspar Schiller katonatiszt és seborvos volt. Az apa foglalkozása miatt többször lakhelyet változtattak: 1763-ban a család Lorchba költözött. Röviddel a következő gyermek, Luise születése után 1766-ban Ludwigsburgban telepedtek le. Az iskolás Friedrich 13 éves korában itt írta az Absalon és Die Christen című színdarabjait, amelyek azonban nem maradtak fenn.
Hercegi parancsra, a szülei akarata ellenére 1773-ban be kellett iratkoznia a stuttgarti katonai akadémiára, ahol jogi tanulmányokba kezdett. A növendékeket brutális katonai módszerekkel nevelték, valószínűleg emiatt voltak még 15 éves korában is ágybavizelési problémái; emiatt kétszer keményen megbüntették. Titokban tubákot szippantott és a barátaival együtt tiltott irodalmat olvasott.

### Orvosi tanulmányok

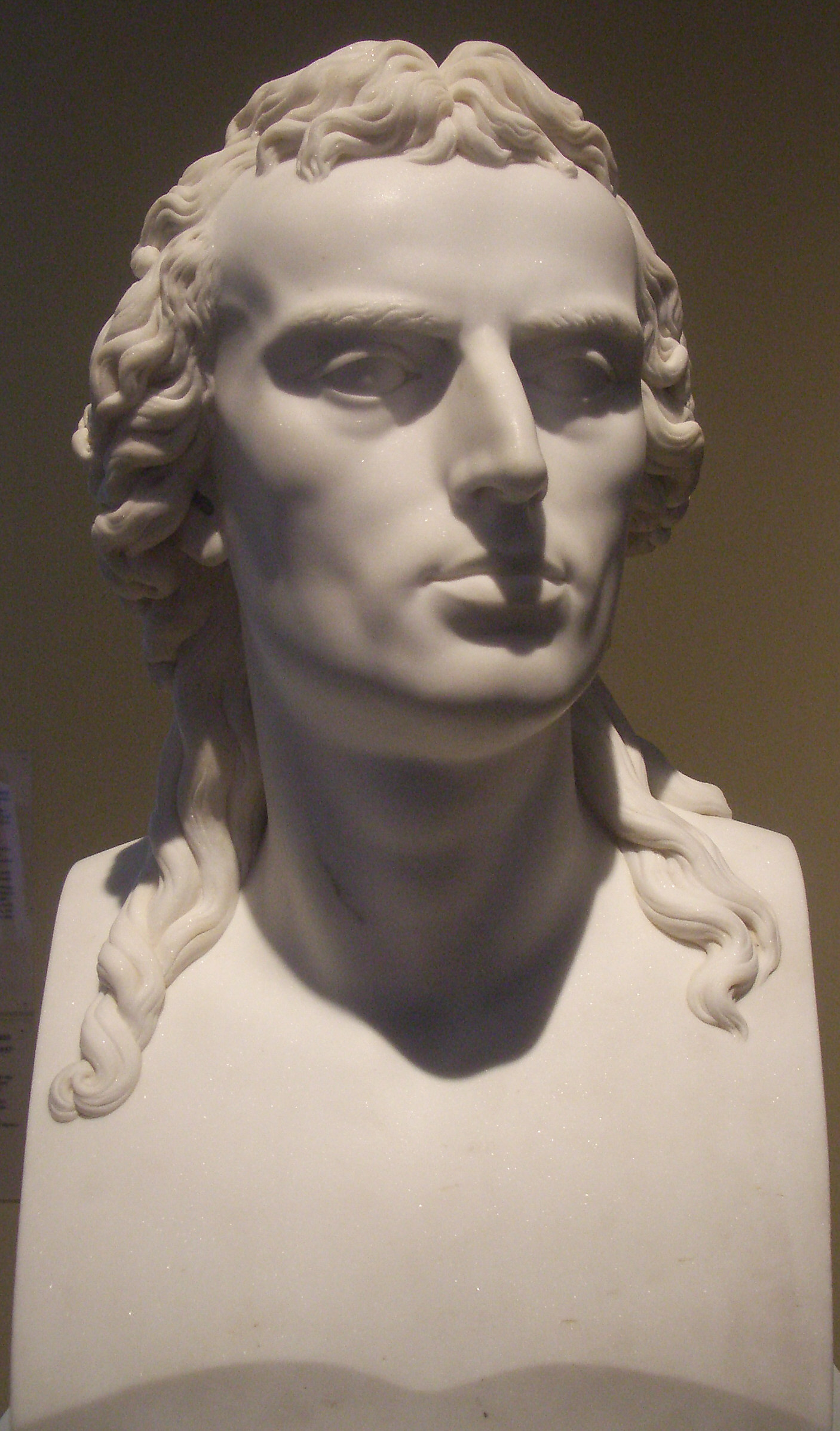
Theodor Wagner (1800-1880) mellszobra Schillerről (Johann Heinrich Dannecker után)

Amikor 1775-ben az akadémiát áthelyezték Stuttgart belvárosába, Schiller szakot váltott és orvosi tanulmányokba kezdett. Ebben az időben sokat olvasta Sturm und Drang korszak költőit és Klopstock verseit. Ebben az évben írta a Der Student von Nassau című drámát, amely szintén nem maradt meg. 1776-ban jelent meg nyomtatásban első verse, Az este (Der Abend). Közben Plutarkhosz, Shakespeare, Voltaire, Rousseau és Goethe műveit tanulmányozta. Szintén 1776-ban kezdett el dolgozni A haramiák (Die Räuber) című színdarabján. 1779-ben letette az első orvosi vizsgát és elbocsátását kérte, de csak 1780-ban, a disszertációja megvédése után hagyhatta el a katonai akadémiát, immár katonaorvosként.

### A haramiák
Schiller 1781-ben fejezte be A haramiák című színdarabját, amelyet még abban az évben név nélkül kinyomtatott. A darab ősbemutatója 1782. január 13-án volt a mannheimi színházban. A darab óriási sikert aratott, főleg az ifjabb generáció körében a sajátosan schilleri pátosznak és olyan motívumoknak köszönhetően, melyek Schiller korára, pontosabban Károly Jenő württembergi herceg zsarnokságára utaltak. Schiller a hercegi tilalom ellenére megjelent az ősbemutatón, emiatt Károly Jenő herceg az engedetlen írót tizennégy napra bezáratta és megtiltotta neki, hogy komédiákat és "hasonló dolgokat" írjon. A haramiák meghozta Schiller számára az elismerést, mindjárt első bírálója "német Shakespeare-t" látott benne.

### Szökés Stuttgartból
1782. szeptember 22-ről 23-ra virradó éjszakán Schiller barátjával Andreas Streicherrel megszökött Stuttgartból és Mannheimba utazott. Ezt további utazások követték Frankfurtba, Oggersheimba és Bauerbachba. Az év végén jelent meg az 1782-es év antológiája, amely 83, többnyire Schillertől származó verset tartalmazott. Schiller barátja később könyvet írt a szökésről.

### Bizonytalan évek (1783–1786)

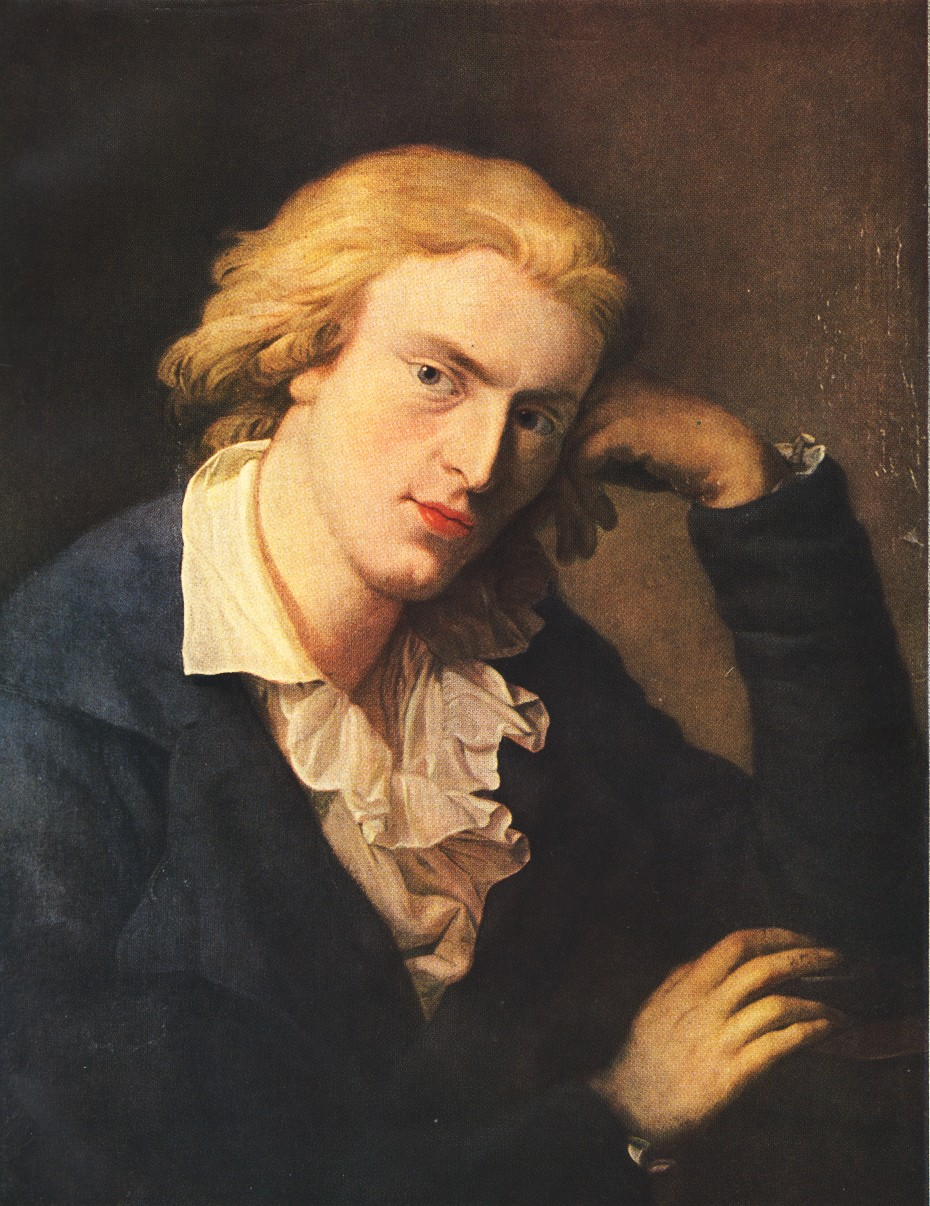
Anton Graff portréja (1790)

Schiller a bauerbachi tartózkodása alatt 1783-ban összebarátkozott Reinwald meiningeni könyvtárossal, akivel együtt dolgozott, és aki később feleségül vette az író Christophine nevű nővérét. Itt fejezte be az Ármány és szerelem (a bemutató és publikáció előtti címe Luise Millerin) című darabját és kezdte el a Don Carlos-t. Visszatérve Mannheimba 1783 szeptemberében maláriában betegedett meg, amely akkoriban gyakori betegség volt a mocsaras Rajna-völgyben. Mannheimban Schiller 1785-ig színházi íróként dolgozott és itt ismerte meg Charlotte von Kalbot. 1784-ben bemutatták a Ármány és szerelem és a Fiesco című darabjait. Ennek ellenére Dalberg színházi intendens nem hosszabbította meg Schiller szerződését. Így az író eladósodott és majdnem az adósok börtönébe került. Károly Ágost herceg, miután megismerkedett a Don Carlos-szal, weimari tanácsosi címet adott Schillernek. 1785 áprilisában az író Lipcsébe utazott Christian Gottfried Körnerhez, aki kisegítette a pénzügyi nehézségekből.

### Személyes események
1799. október 11-én megszületett leánya, Caroline Henriette Luise. December 3-án a költő családjával Weimarba költözött. 1802. november 16-án átadták Schillernek a nemesi oklevelet, mely időponttól kezdve Friedrich von Schillernek nevezhette magát. 1803-ban meghalt édesanyja. 1804. július 25-én született meg Emilie Frederike Henriette nevű leánya.

### A weimari alkotó évek
1799-ben Schiller befejezte a Wallenstein című drámát, valamint Das Lied von der Glocke c. költeményt.  1800-ban befejezte a Stuart Mária, 1801-ben pedig az Az orléansi szűz című drámáit.

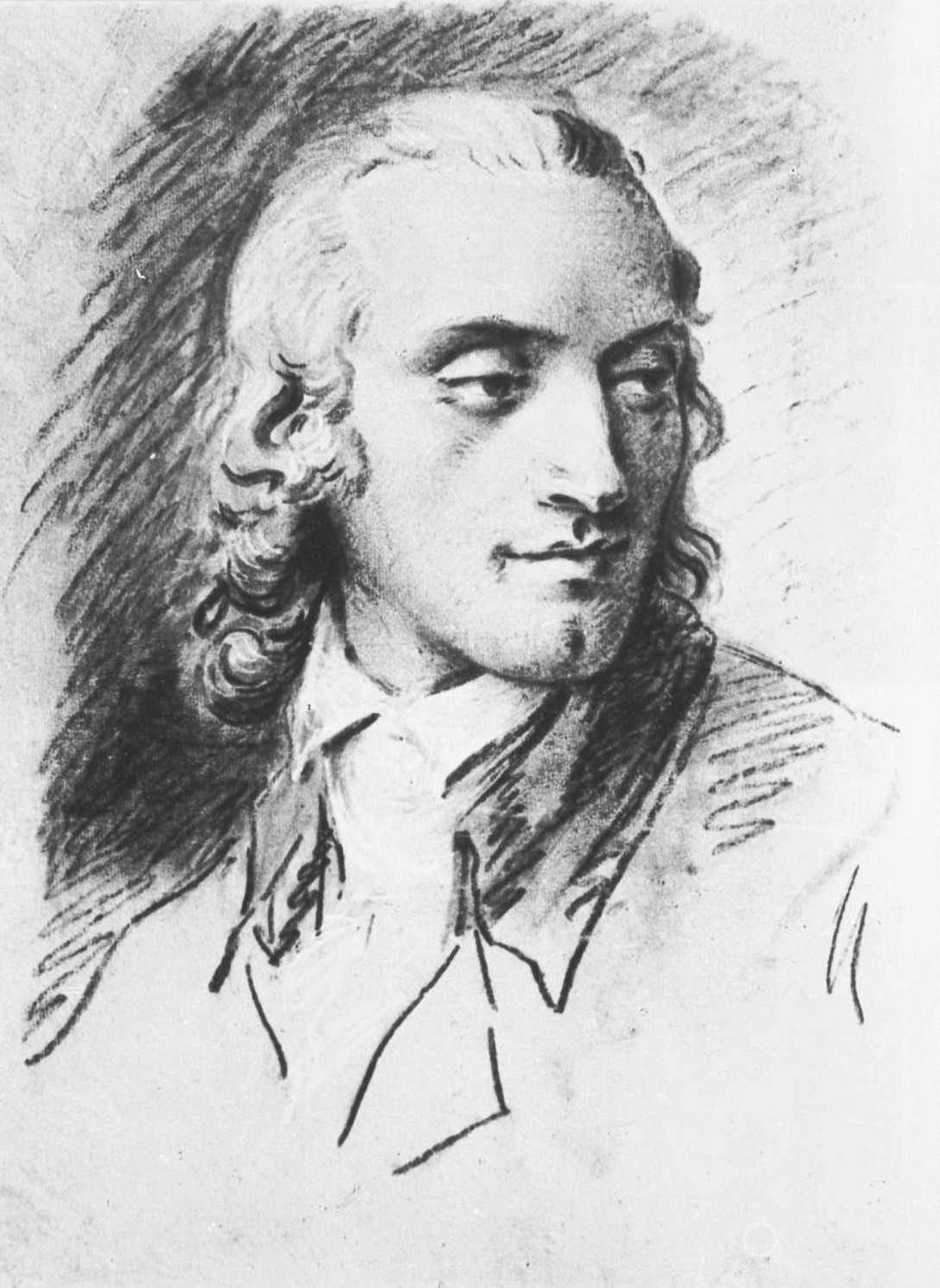
F. G. Weitsch
Schiller (1804)

1803-ban Schiller befejezte a Messinai menyasszony c. munkáját, majd 1804-ben a Tell Vilmos c. drámáját, és megkezdte a Demetrius megírását.
Ebben az időben Schiller egyre többet betegeskedett.

### Halála

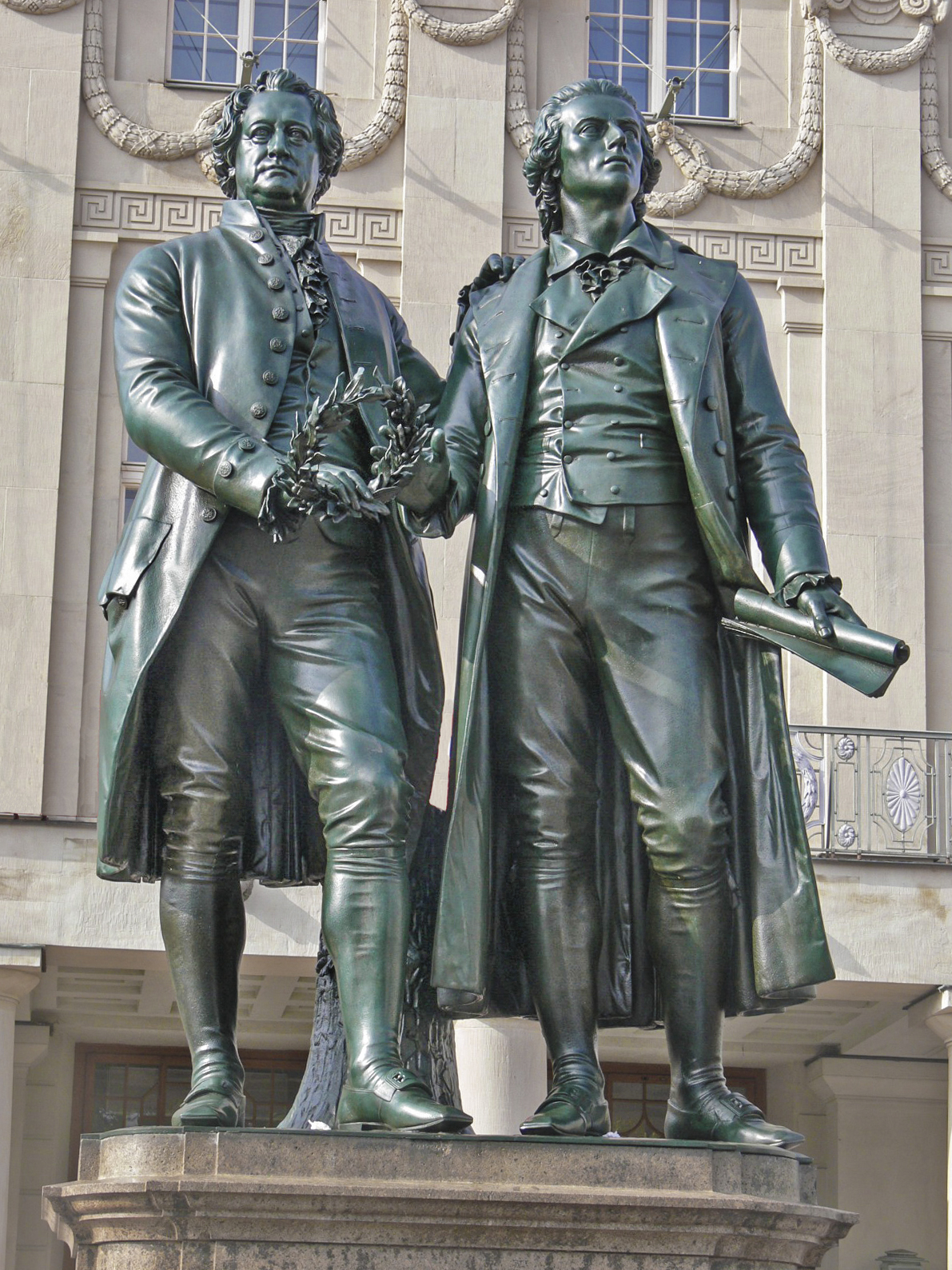
Szobra barátjával, Goethével Weimarban

Még életének idejében terjesztette róla egy újság, hogy halott. 1805 februárjában Schiller valóban súlyosan megbetegedett, és május 1-jén utoljára ment Goethével színházba. 1805. május 9-én meghalt.
Schiller tuberkulózisban halt meg, melyet egy akut tüdőgyulladás okozhatott. A korabeli boncolások kimutatták, hogy Schiller bal oldali tüdeje majdnem teljesen elhalt, veséje is majdnem teljesen feloldódott, szívizomzata jelentősen legyengült. A megőrzött hajtincsein később végzett újabb vizsgálatok azt mutatják, hogy súlyos ólommérgezésben is szenvedett. Az ólom a szobája falát díszítő tapéta festékanyagából juthatott a szervezetébe, amelynek kipárolgását belélegezte. Ezt erősítik meg azok a korabeli jelentések is, melyek Schiller rosszullétéről, hangulatingásáról tudósítanak életének utolsó időszakában.
1826 tavaszán Goethe titokban elvitte Schiller koponyáját az Anna Amalia Könyvtárból. Az esetről csak barátja, Wilhelm von Humboldt tudott, aki azonban titkát továbbmesélte. Goethe vizsgálatokat végzett a koponyán. Schiller földi maradványait ezután a weimari Jakobinus-temetőben helyezték végső nyugalomra. Holttestét 1827. december 16-án exhumálták, és Goethe kérésének megfelelően az új weimari temetőben helyezték el, ahová Goethe szándéka szerint az ő koporsója mellé kerül. Későbbi DNS-vizsgálatok kimutatták, hogy sem a csontok sem a neki tulajdonított koponyák nem lehetnek az ővé, azok legalább négy más ember maradványai, így ma a koporsó üresen áll.